# BD+15°2940
BD+15°2940 — звезда, которая находится в созвездии Змея на расстоянии около 1908 световых лет от нас. Вокруг звезды обращается, как минимум, одна планета.

## Характеристики
BD+15°2940 представляет собой звезду К-класса 9,19 видимой величины. Впервые звезда упоминается в звёздном каталоге Bonner Durchmusterung (BD), составленном под руководством немецкого астронома Ф. Аргеландера в 50-60х годах XIX в, поэтому за ней закрепилось наименование BD+15°2940. Её масса сопоставима с солнечной, однако по размерам она превосходит наше дневное светило в 14,7 раз. Температура поверхности звезды составляет приблизительно 4796 кельвинов. Светимость звезды превосходит в два с лишним раза солнечную.

## Планетная система
В 2013 году польскими астрономами было объявлено об открытии планеты BD+15°2940 b в системе. Она представляет собой  газовый гигант, обращающийся по эллиптической орбите на расстоянии 0,539 а.е. от родительской звезды. Год на ней длится около 137 суток. Открытие планеты было совершено методом доплеровской спектроскопии.